# Iggy Pop
Iggy Pop, pseudonimo di James Newell Osterberg Jr. (Muskegon, 21 aprile 1947), è un cantautore, attore e produttore discografico statunitense.
Grazie alla sua militanza giovanile negli Stooges, gruppo importante per la nascita del punk, è diventato una delle icone leggendarie del movimento, sebbene nel corso della sua carriera si sia poi misurato con una vasta gamma di generi, dall'elettronica all'hard rock, dal blues al pop.
È al 75º posto nella lista dei 100 migliori cantanti secondo Rolling Stone.

## Biografia
James Newell Osterberg nasce il 21 aprile 1947 a Muskegon, da padre inglese e madre statunitense. Già alle superiori milita in alcune band come batterista. Acquista notorietà facendo parte degli Iguanas come batterista tra il 1963 ed 1965 (da cui il suo soprannome "Iggy" da Iguana), dei The Prime Movers e successivamente come cantante degli Psychedelic Stooges (con i fratelli Ron e Scott Asheton rispettivamente chitarra e batteria, e Dave Alexander al basso), in seguito solamente The Stooges, dopo lo scioglimento dei quali, nel 1974, ha intrapreso l'attività da solista. Con gli Stooges, con cui pubblica tre album prima dello scioglimento: The Stooges (1969), Fun House (1970) e Raw Power (1973), viene considerato una figura chiave dello sviluppo futuro di generi musicali come hard rock, noise, heavy metal, punk rock.

## Carriera

### The Stooges: 1967-1974

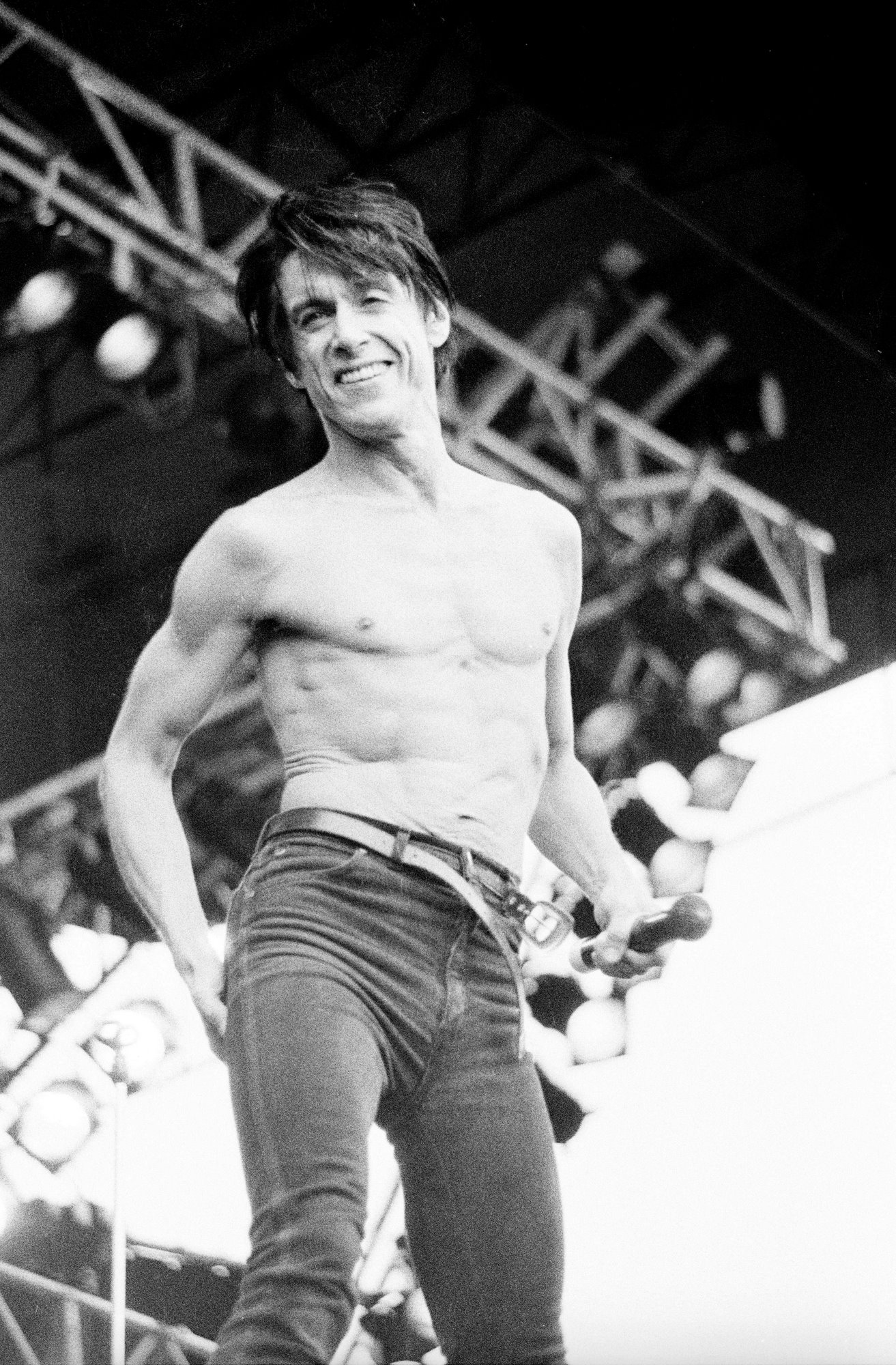
Iggy Pop nel 1987

Lo stile d'artista di Iggy Pop iniziò a prendere forma assistendo ad un concerto dei The Doors nel 1967 alla University of Michigan dove Iggy restò impressionato dall'esibizione del cantante Jim Morrison. I comportamenti estremi di Morrison sul palco, pur facendo parte di una band di successo popolare, ispirarono il giovane Pop ad oltrepassare i limiti più di quanto si era potuto fare su un palco fino ad allora durante un concerto rock.
Pop fu il primo performer a praticare abitualmente lo stage diving (il tuffo dal palco). Altri comportamenti estremi di Pop includevano il rotolarsi su vetri rotti, automutilazioni, provocare il pubblico e vomitare sul palcoscenico.
Nel 1968, un anno dopo il debutto dal vivo degli Stooges, la band firmò un contratto con la Elektra Records, seguendo ancora una volta le orme dei Doors, che erano il gruppo principale dell'epoca per l'etichetta. I primi due album in studio degli Stooges The Stooges, (sul quale Iggy venne accreditato come "Iggy Stooge"), prodotto da John Cale e Fun House, vendettero poche copie anche se acclamati dalla critica. Poco tempo dopo, il gruppo si sciolse a causa della crescente dipendenza dall'eroina di Pop.
Nel 1971, Iggy Pop e David Bowie si incontrarono al Max's Kansas City, un night club e ristorante di New York. La carriera di Iggy ricevette una forte spinta a ripartire dalla relazione con Bowie quando il Duca Bianco decise nel 1972 di produrre un nuovo album degli Stooges in Inghilterra. Con James Williamson scritturato come chitarrista, si iniziò la ricerca della sezione ritmica.
Tuttavia, dato che né Pop né Bowie erano rimasti soddisfatti dai provini dei musicisti inglesi, decisero di richiamare Ron Asheton e Scott Asheton dagli Stati Uniti. Sarebbe stata una vera e propria riunione se non fosse stato che Dave Alexander, a causa del suo alcolismo, era ormai incapace di suonare (morì poco tempo dopo nel 1975) e non poté unirsi agli altri. Inoltre, Ron Asheton dovette controvoglia spostarsi dalla chitarra al basso per permettere a Williamson di suonarla lui. Le sedute di registrazione produssero l'epocale Raw Power, che però non riscosse praticamente alcun successo commerciale.
Dopo la pubblicazione dell'album, Scott Thurston si unì alla band per suonare tastiera e piano elettrico e Bowie continuò il suo supporto al gruppo, anche se i problemi di tossicodipendenza di Iggy persistevano ugualmente. L'ultimo concerto degli Stooges si tramutò in una rissa generale tra la band ed un gruppo di motociclisti, documentata sull'album Metallic K.O., e dopo la quale la band si sciolse nuovamente. Da lì in poi la droga prese nuovamente il sopravvento sulla carriera di Iggy bloccandone lo sviluppo per diversi anni.

### Bowie e Berlino Ovest: 1976-1978
Incapace di controllare il suo abuso di droga, Pop si autoricoverò in un istituto di igiene mentale. David Bowie fu uno dei pochi amici a fargli visita in ospedale, continuando a sostenerlo come collaboratore. Nel 1976, Bowie portò Pop con lui durante il tour di Station to Station.
Bowie e Pop si trasferirono insieme a Berlino Ovest per cercare ognuno di superare le proprie dipendenze (per Bowie il problema era la cocaina). Nel 1977, Pop firmò un contratto con la RCA e Bowie lo aiutò a comporre e produrre gli album The Idiot e Lust for Life, due dei più acclamati lavori solisti di Pop. Tra le canzoni che Bowie e Pop scrissero insieme figurano brani come China Girl, Tonight, e Sister Midnight. Bowie suonò anche le tastiere dal vivo durante i concerti di Iggy Pop in supporto agli album sopracitati.

### La carriera solista

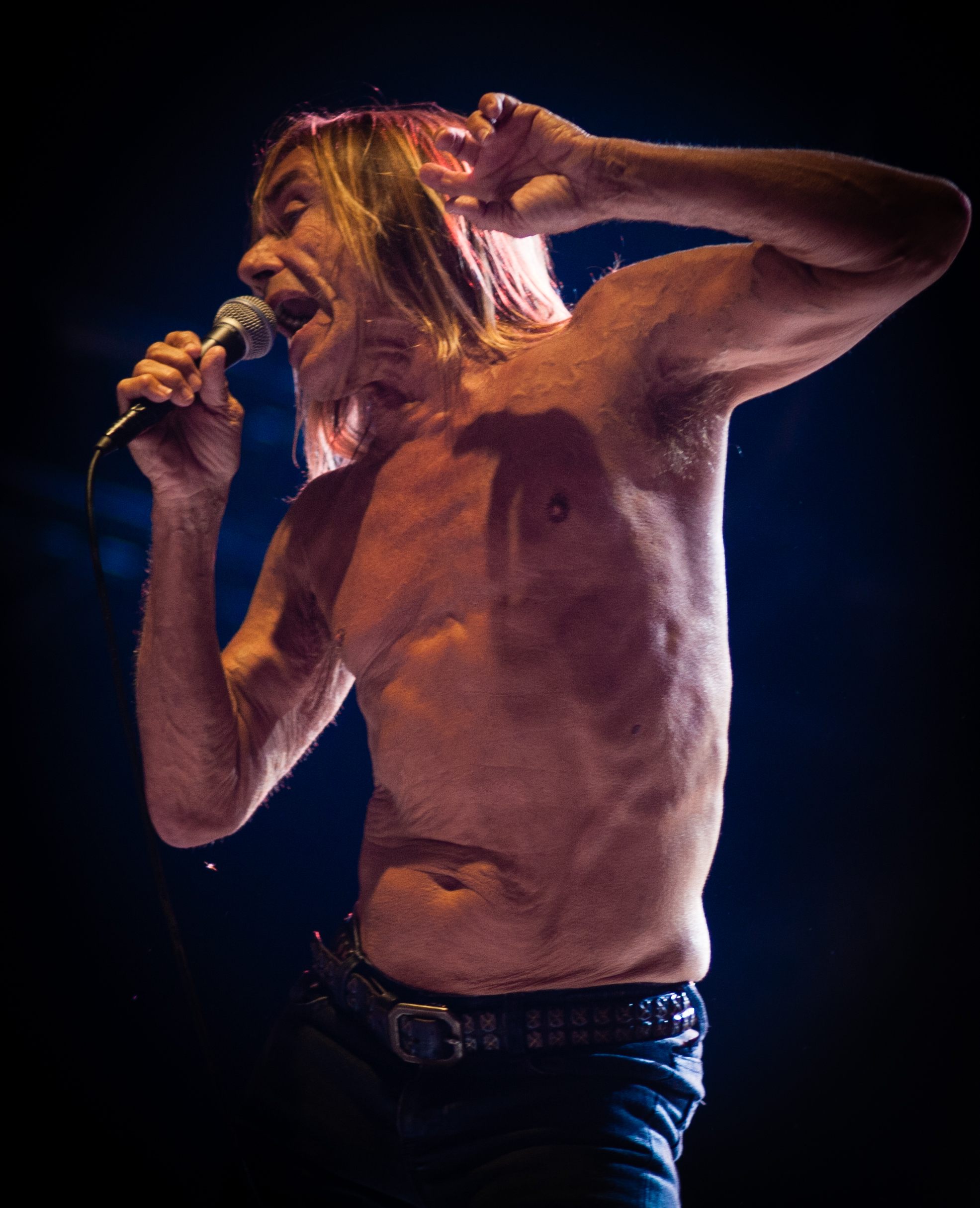
Iggy nel 2012

Dopo aver pubblicato i due album del 1977, The Idiot (dal quale si ricordano i pezzi Nightclubbing, usata nel film Trainspotting, Funtime, usata nel film Miriam si sveglia a mezzanotte e China Girl poi ripresa da Bowie per il suo Let's Dance nel 1983) e Lust for Life (con Some Weird Sin, The Passenger e Lust for Life divenuti dei classici), Iggy Pop ha trascorso gli anni ottanta e novanta passando da un genere all'altro, compreso il country ed il blues, con album di poco successo (con poche eccezioni quali Blah-Blah-Blah, con la collaborazione di David Bowie, New Values e American Caesar) e scrivendo pezzi come Cry for Love, e un rifacimento con stravolgimento del testo del classico Louie Louie (in American Caesar).
Le sue esibizioni erano conosciute sin dai tempi degli Stooges per il loro violento impatto fisico; tuttavia, dopo una brutta caduta in un concerto, dove nessuno si aspettava che si sarebbe tuffato, ha dichiarato in un'intervista che non avrebbe più praticato lo stage diving, che era stato lui il primo ad introdurre nei concerti. In seguito tuttavia ha comunque continuato tale pratica durante le sue esibizioni.
Nel 2003 ha collaborato con varie band, tra le quali i Sum 41 con cui ha inciso il singolo Little Know It All, contenuto anche nell'album Skull Ring. Nel 2008 registra Preliminaires, album dai toni jazz uscito nel 2009.
Nel 2010 è presente come cantante ospite nell'album da solista di Slash nella canzone We're All Gonna Die. Nello stesso anno collabora, inoltre, con il cantante italiano Zucchero Fornaciari scrivendo i testi in inglese di alcuni dei brani di Chocabeck.
Nel 2012 esce il suo 16º album solista Après contenente cover principalmente in lingua francese. Nello stesso anno collabora con la cantante Kesha in una canzone del suo nuovo album intitolata Dirty Love.
Nel 2016 viene pubblicato Post Pop Depression, disco per il quale Iggy Pop si avvale della collaborazione di Josh Homme, sia in fase compositiva che realizzativa. I brani si caratterizzano per sonorità fresche e vivaci, Iggy appare in forma ed è ottimamente supportato dal gruppo che lo accompagna, in cui emergono il già citato Homme, Matt Helders, batterista degli Arctic Monkeys, e Dean Fertita.
Nel 2019 arriva il diciottesimo album da solista, Free. Il trombettista jazz Leron Thomas firma la maggioranza dei brani.
Nel 2021 duetta con i Måneskin, il gruppo rock italiano vincitore del Festival di Sanremo 2021 e dell'Eurovision Song Contest 2021, collaborando ad una versione speciale del singolo I Wanna Be Your Slave, pubblicato il 6 agosto 2021.

### Riunione degli Stooges
Dal 2003 è tornato a cantare in una rinnovata formazione degli Stooges (suonando in un concerto a Detroit), con cui ha successivamente pubblicato un album nel 2007, The Weirdness.

## Vita privata

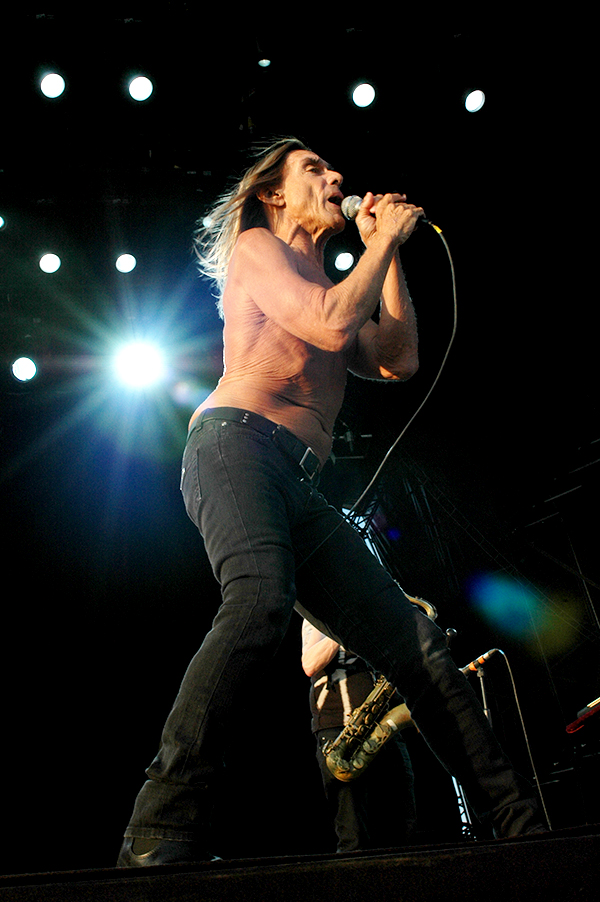
Iggy Pop nel 2011

Iggy vive vicino a Miami, in Florida. È stato sposato tre volte: con Wendy Weissberg (per diverse settimane nel 1968 prima che il matrimonio fosse annullato poco dopo), con Suchi Asano (dal 1984 fino al divorzio nel 1999), e con la sua partner di lunga data Nina Alu, che ha sposato nel 2008. Ha un figlio, Eric Benson, nato nel 1970 da una relazione con Paulette Benson.
Negli anni '90, Pop ha stretto un'amicizia con Johnny Depp, Jim Jarmusch e il tatuatore Jonathan Shaw. Secondo Shaw, il gruppo si identificava col nome di "Death is Certain Club" e li accomunava il fatto di indossare lo stesso anello, che raffigurava un teschio con le ossa incrociate. Tutti tranne Iggy Pop avevano anche lo stesso tatuaggio; sempre secondo Shaw, il cantautore scrisse la canzone "Death is Certain" in riferimento al gruppo, usando come copertina dell'album la propria mano con l'anello che li accomunava.

## Discografia

### Con gli Stooges
Album in studio
- 1969 - The Stooges
- 1970 - Fun House
- 1973 - Raw Power
- 2007 - The Weirdness
- 2013 - Ready to Die

Live
- 1976 - Metallic K.O. (registrato nel 1974)

### Con James Williamson
- 1975 - Kill City

### Da solista

#### Album studio
- 1977 - The Idiot
- 1977 - Lust for Life
- 1979 - New Values
- 1980 - Soldier
- 1981 - Party
- 1982 - Zombie Birdhouse
- 1986 - Blah Blah Blah
- 1988 - Instinct
- 1990 - Brick by Brick
- 1993 - American Caesar
- 1996 - Naughty Little Doggie
- 1999 - Avenue B
- 2001 - Beat Em Up
- 2003 - Skull Ring
- 2009 - Preliminaires
- 2012 - Après
- 2016 - Post Pop Depression
- 2019 - Free
- 2023 - Every Loser

#### Live
- 1978 - TV Eye Live 1977

#### Raccolte
- 1983 - Iggy Pop
- 1996 - Nude & Rude: The Best of Iggy Pop
- 2005 - A Million in Prizes: The Anthology

#### Apparizioni
- 1977 - David Bowie - Low
- 1984 - David Bowie - Tonight
- 1984 - Repo Man - Il recuperatore - Colonna sonora
- 1987 - Ryūichi Sakamoto - Neo Geo
- 1989 - The Cult - New York City
- 1990 - Deborah Harry - Red Hot + Blue
- 1992 - Ofra Haza - Kirya
- 1992 - White Zombie - Black Sunshine
- 1993 - Arizona Dream - Colonna sonora
- 1993 - Les Rita Mitsouko - Système D
- 1994 - Buckethead - Giant Robot
- 1997 - Space Goofs - Colonna sonora serie TV
- 1999 - Death in Vegas - The Contino Sessions
- 2000 - At the Drive-In - Relationship of Command
- 2003 - Rob Zombie - Past, Present & Future
- 2003 - Peaches - Fatherfucker
- 2006 - Teddybears - Punkrocker
- 2008 - Praxis - Profanation (Preparation for a Coming Darkness)
- 2010 - Danger Mouse & Sparklehorse - Dark Night of the Soul
- 2010 - Slash - Slash
- 2010 - Zucchero Fornaciari - Chocabeck
- 2011 - Lulu Gainsbourg - From Gainsbourg to Lulu
- 2011 - Michel Legrand - Noël! Noël!! Noël!!!
- 2012 - Kesha - Warrior
- 2018 - Underwold - Teatime Dub Encounters
- 2021 - Måneskin - I Wanna Be Your Slave

## Videografia

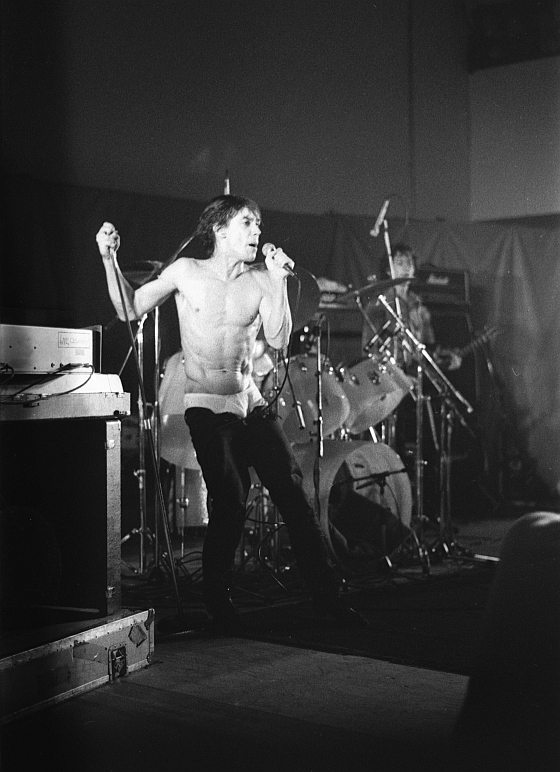
Iggy Pop, Cardiff, 1979.

### Documentari
- Jesus? This is Iggy (2002)

### Concerti
- Live in Detroit (live, 2003)
- Kiss my Blood (live, 2004)
- Live at the Avenue B (live, 2005)
- The Baloise Session (live, 2015)
- Post Pop Depression: Live at the Royal Albert Hall (2016)[17]

### Video musicali
- Iggy Pop - I'm Bored, 1979
- Iggy Pop - Real Wild Child, Blah Blah Blah, 1986
- Ryuichi Sakamoto & Iggy Pop - Risky Neo Geo, 1987
- Iggy Pop - Cold Metal, Instinct, 1988
- Iggy Pop - High On You, Instinct, 1988
- Iggy Pop & Deborah "Debbie" Harry - Well Did You Evah, 1990
- Iggy Pop & Kate Pierson - Candy, Brick by Brick, 1990
- Iggy Pop (featuring Slash & Duff McKagan) - Home, Brick by Brick, 1990, Diretto da David Fincher
- Iggy Pop - Living On The Edge Of The Night, Brick by Brick, 1990
- Iggy Pop - Wild America, American Caesar, 1993
- Iggy Pop - Lust for Life, Nude And Rude - The Best of Iggy Pop, 1996
- Iggy Pop - Corruption, Avenue B, 1999
- Iggy Pop & Sum 41 - Little Know It All, Skull Ring, 2003
- Iggy Pop (featuring Peaches) - Kick It, Fatherfucker, 2004
- Iggy Pop & The Stooges - Search and Destroy

## Filmografia
- Sid & Nancy, regia di Alex Cox (1986)
- Il colore dei soldi (The Colour of Money), regia di Martin Scorsese (1986)
- Cry Baby, regia di John Waters (1990)
- Hardware - Metallo letale (Hardware), regia di Richard Stanley (1990)
- Da qualche parte in California (Coffee and Cigarettes: Somewhere in California), regia di Jim Jarmusch – cortometraggio (1993)
- Tank Girl, regia di Rachel Talalay (1995)
- Dead Man, regia di Jim Jarmusch (1995)
- Atolladero, regia di Óscar Aibar (1995)
- Il corvo 2 - La città degli angeli (The Crow: City of Angels), regia di Tim Pope (1996)
- Il coraggioso (The Brave), regia di Johnny Depp (1997)
- Star Trek: Deep Space Nine - serie TV, episodio 6x10 (1998)
- Snow Day, regia di Chris Koch (2000)
- Coffee and Cigarettes, regia di Jim Jarmusch – segmento Da qualche parte in California (Somewhere in California) (2003)
- Suck, regia di Rob Stefaniuk (2009)
- Art House, regia di Victor Fanucchi (2010)
- C'era una volta nel Paese delle Meraviglie (Once Upon a Time in Wonderland) – serie TV, 5 episodi (2013-2014) – Brucaliffo
- Gimme Danger (2016)
- To Stay Alive: A Method, regia di Arno Hagers (2016)[18]
- Song to Song, regia di Terrence Malick (2017)
- I morti non muoiono (The Dead Don't Die), regia di Jim Jarmusch (2019)

## Doppiatori italiani
- Rodolfo Bianchi in Coffee and Cigarettes, Song to Song
- Eugenio Marinelli ne Il corvo 2
- Stefano Mondini in Hardware - Metallo letale
- Fabrizio Temperini in Cry Baby
- Andrea Bolognini ne Il corvo 2 (ridoppiaggio)

Da doppiatore è stato sostituito da:
- Toni Orlandi in C'era una volta nel Paese delle Meraviglie